# Тібор Меліхарек
Тібор Меліхарек (словац. Tibor Melichárek; народився 21 січня 1976) — словацький хокеїст, правий нападник. 
Вихованець хокейної школи ХК «Топольчани». Виступав за ХК «Топольчани», «Слован» (Братислава), «Дукла» (Тренчин), СХК «37 П'єштяни», «Спарта» (Прага), «Тржинець», ХК «Чеське Будейовіце».
У складі національної збірної Словаччини провів 39 матчів (8 голів); учасник чемпіонатів світу 2007 і 2008 (11 матчів, 1+0). 
Досягнення
- Чемпіон Словаччини (2004)
- Фіналіст Кубка європейських чемпіонів (2008).